# 特纳鳄属
特纳鳄属（学名：Turnersuchus）是海鱷亞目的一属。

## 下属物种
本属包括以下物种：
- 辛氏特纳鳄 Turnersuchus hingleyae ，发现于英国多塞特[1][2]